# 达姆施塔特-迪堡县
达姆施塔特-迪堡县（德語：Landkreis Darmstadt-Dieburg）是德国黑森州达姆施塔特行政区的一个县，首府达姆施塔特。

## 地理
达姆施塔特-迪堡县北面与奥芬巴赫县，东面与巴伐利亚州的阿沙芬堡县和米尔滕贝格县，南面与奥登林山县和贝格施特拉瑟县，西面与大盖劳县相邻，黑森州的非县辖城市达姆施塔特位于达姆施塔特-迪堡县的西北面。